# Argelès-Bagnères
Argelès-Bagnères ist eine französische Gemeinde mit 103 Einwohnern (Stand 1. Januar 2022) im Département Hautes-Pyrénées in der Region Okzitanien (vor 2016: Midi-Pyrénées). Sie gehört zum Arrondissement Bagnères-de-Bigorre und zum Kanton La Vallée de l’Arros et des Baïses.
Die Einwohner werden Argelésois und Argelésoises genannt.

## Geographie
Argelès-Bagnères liegt circa sechs Kilometer nordöstlich von Bagnères-de-Bigorre in der historischen Grafschaft Bigorre.
Umgeben wird Argelès-Bagnères von den fünf Nachbargemeinden:
|                     | Cieutat                                     |           |
| Mérilheu            | Kompassrose, die auf Nachbargemeinden zeigt | Castillon |
| Bagnères-de-Bigorre | Uzer                                        |           |

Argelès-Bagnères liegt im Einzugsgebiet des Flusses Adour. Der Luz, ein Nebenfluss des Arros, durchquert das Gebiet der Gemeinde, zusammen mit seinem Nebenfluss, dem Ruisseau de Lies, und dessen Nebenfluss, dem Ruisseau l’Estampe.

## Toponymie
Der okzitanische Name der Gemeinde heißt Argelèr. Er stammt vom lateinischen argilla mit dem Suffix -arium und vom gascognischen argelèrs (deutsch Tonerde).
Toponyme und Erwähnungen von Argelès-Bagnères waren:
- Argiles (gegen 1200–1230, Kopialbuch der Grafschaft Bigorre),
- Bernardus d’Argeles (1251, Testament Pétronille),
- Argelers (1285, und 1313, Volkszählung des Adels im Bigorre bzw. Steuerliste Debita regi Navarre),
- Arnaldus de Argileriis (1300, Erhebung im Bigorre),
- De Argeleriis (1313, 1342 und 1369, Debita regi Navarre, Kirchenregister von Tarbes bzw. laut Larcher, Castelbajac und andere),
- Argelers (1429, Volkszählung in der Grafschaft Bigorre),
- Argelès-près-Bagnères (1768, laut Duco),
- Argellez en Bigorre (1750, 1751, 1753, und 1754–1760, Kirchenregister),
- Argelles (1750, Karte von Cassini),
- Argellez, (1790, Département 1),
- Argelez, (1793, Notice Communale),
- Argettez (1801, Bulletin des lois),
- Argelès-Bagnères (2003).[3][4][5]

Gemäß dem Dekret des französischen Premierministers vom 1. August 2003 wurde der bisherige Name der Gemeinde, Argelès, durch den heutigen Namen Argelès-Bagnères ersetzt.

## Einwohnerentwicklung

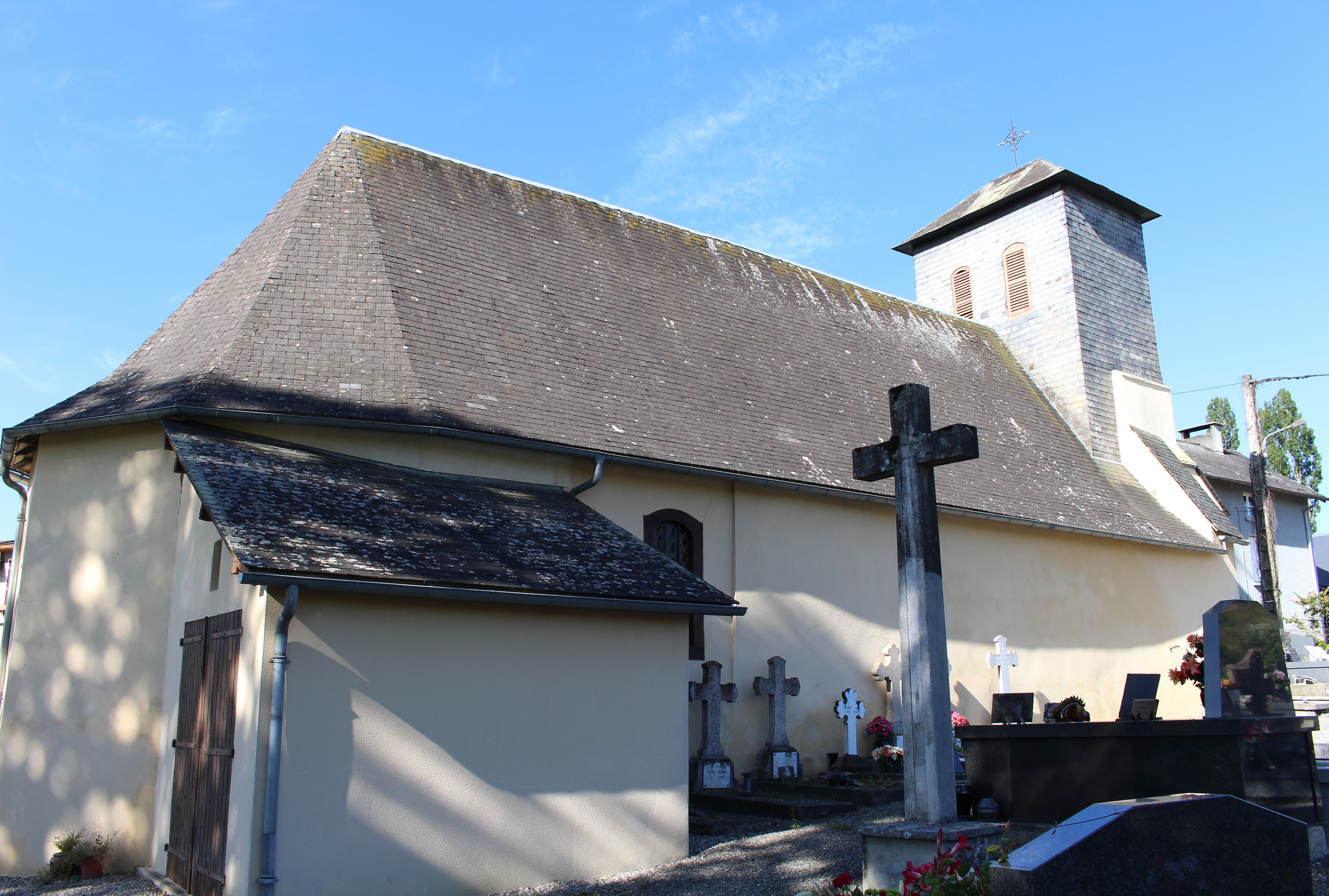
Pfarrkirche de-l’Assomption

Nach Beginn der Aufzeichnungen stieg die Einwohnerzahl bis zur zweiten Hälfte des 19. Jahrhunderts auf einen Höchststand von rund 310. In der Folgezeit sank die Größe der Gemeinde bei kurzen Erholungsphasen bis zu den 1970er Jahren auf 95 Einwohner, bevor eine relativ kurze Wachstumsphase bis zur Jahrtausendwende einsetzte, nach der wiederum eine Phase der Stagnation begann, die bis heute anhält.
| Jahr      | 1962 | 1968 | 1975 | 1982 | 1990 | 1999 | 2006 | 2011 | 2022 |
| --------- | ---- | ---- | ---- | ---- | ---- | ---- | ---- | ---- | ---- |
| Einwohner | 109  | 100  | 97   | 97   | 111  | 135  | 125  | 119  | 103  |

## Sehenswürdigkeiten
- Pfarrkirche de-l’Assomption

## Wirtschaft und Infrastruktur

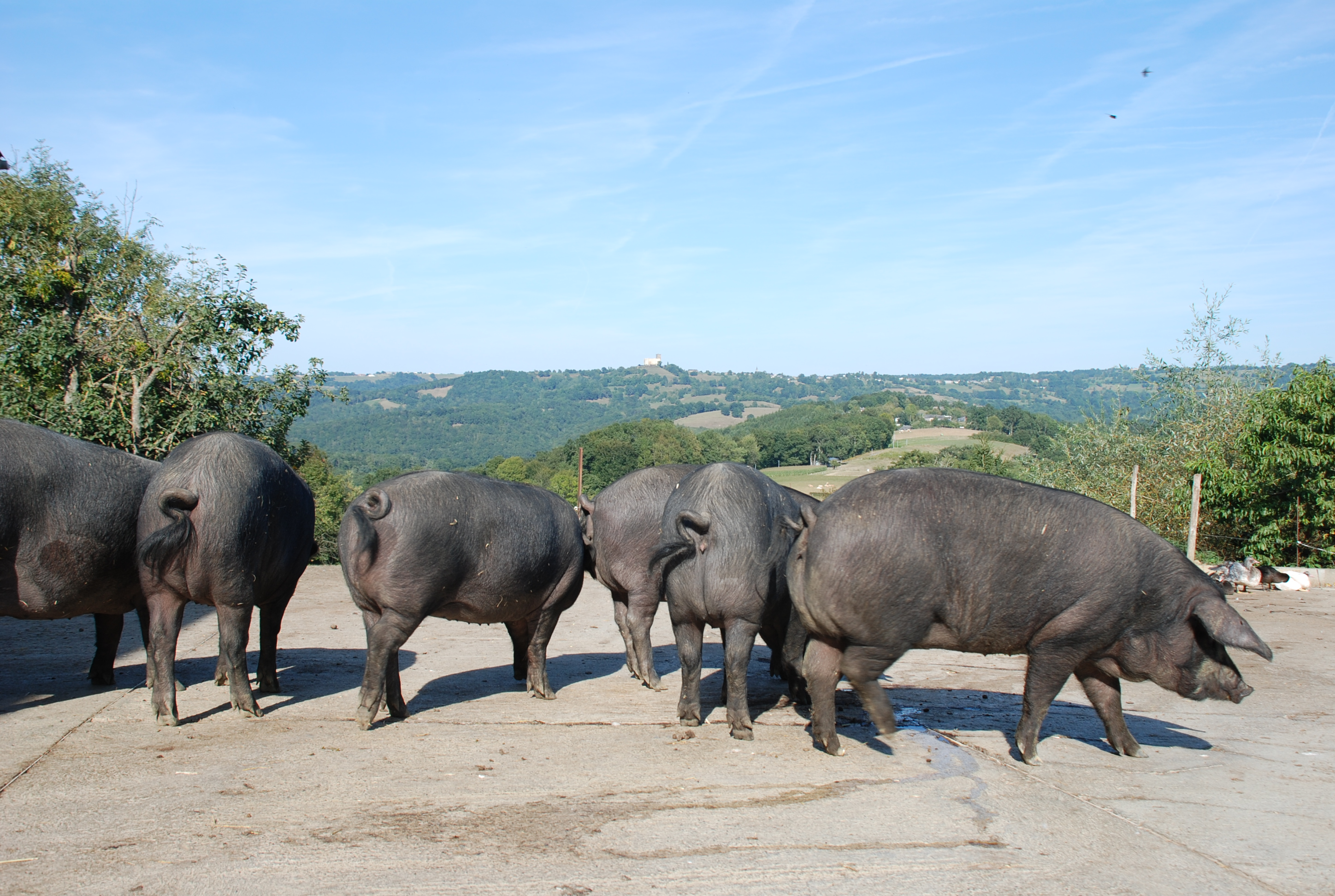
Porcs Noirs de Bigorre

Argelès-Bagnères liegt in den Zonen AOC der Schweinerasse Porc noir de Bigorre und des Schinkens Jambon noir de Bigorre.

### Verkehr
Argelès-Bagnères ist erreichbar über die Routes départementales 260 und 938, die ehemalige Route nationale 638.